# Petra Němcová
Petra Němcová (Karviná, 24. lipnja 1979.), češki model, televizijska voditeljica.

## Životopis
Němcová je rođena u Karvini, tada Čehoslovačka. Nakon potpisivanja ugovora s "NEXT Model Managementom" preselila se u Milano, Italija. Nakon što je osvojila 1995. godine češki "Elite Model Look", vraća u Milano gdje joj je karijera cvjetala.
Godine 2001. Němcová se pojavila u britanskoj TV seriji "Absolutely Fabulous". Dana 3. lipnja 2004. godine bila je jedan od sudaca TV prijenosa tijekom 53. godišnjeg Miss Universe natjecanja u Ekvadoru. Godine 2005. objavljuje svoju autobiografiju.
Němcová osim češkog govori i slovački, poljski, engleski, francuski i talijanski. 26. prosinca 2004. Němcová je pretrpjela razne tjelesne povrijede na Tajlandu kojeg je pogodio potres, a potom i tsunami.